# Concacaf Champions League 2011/2012
Concacaf Champions League 2011/2012 var den 4:e upplagan av Concacaf Champions League under sitt nya format, totalt 47:e upplagan av den största fotbollstävlingen för klubblag som Concacaf anordnar. Turneringen vanns av Monterrey från Mexiko som i finalmötet besegrade Santos Laguna också från Mexiko.

## Inledande omgång
| Inledande omgång – 16 deltagande klubblag | Inledande omgång – 16 deltagande klubblag | Inledande omgång – 16 deltagande klubblag | Inledande omgång – 16 deltagande klubblag | Inledande omgång – 16 deltagande klubblag |
| ----------------------------------------- | ----------------------------------------- | ----------------------------------------- | ----------------------------------------- | ----------------------------------------- |
| Lag 1                                     | Totalt                                    | Lag 2                                     | Möte 1                                    | Möte 2                                    |
| Motagua                                   | 4–2                                       | Municipal                                 | 4–0                                       | 0–2                                       |
| Morelia                                   | 7–0                                       | Tempête                                   | 5–0                                       | 2–0                                       |
| Isidro Metapán                            | 00003–3 (BM)                              | Puerto Rico Islanders                     | 2–0                                       | 1–3                                       |
| Santos Laguna                             | 4–3                                       | Olimpia                                   | 3–1                                       | 1–2                                       |
| Alianza                                   | 0–2                                       | Dallas                                    | 0–1                                       | 0–1                                       |
| Toronto                                   | 4–2                                       | Real Estelí                               | 2–1                                       | 2–1                                       |
| San Francisco                             | 1–2                                       | Seattle Sounders                          | 1–0                                       | 0–2 (e.f.)                                |
| Herediano                                 | 10–20                                     | Alpha United                              | 8–0                                       | 2–2                                       |

## Gruppspel

### Grupp A
| Nr | Lag                | S | V | O | F | GM | IM | MS  | P  |
| -- | ------------------ | - | - | - | - | -- | -- | --- | -- |
| 1  | Los Angeles Galaxy | 6 | 4 | 0 | 2 | 8  | 4  | +4  | 12 |
| 2  | Morelia            | 6 | 4 | 0 | 2 | 11 | 5  | +6  | 12 |
| 3  | Alajuelense        | 6 | 4 | 0 | 2 | 8  | 6  | +2  | 12 |
| 4  | Motagua            | 6 | 0 | 0 | 6 | 2  | 14 | −12 | 0  |

| Hemma \ Borta      | Costa Rica | USA | Mexiko | Honduras |
| Alajuelense        | —          | 1–0 | 1–0    | 1–0      |
| Los Angeles Galaxy | 2–0        | —   | 2–1    | 2–0      |
| Morelia            | 2–1        | 2–1 | —      | 4–0      |
| Motagua            | 2–4        | 0–1 | 0–2    | —        |

Inbördes möten
| Nr | Lag                | S | V | O | F | GM | IM | MS | P |
| -- | ------------------ | - | - | - | - | -- | -- | -- | - |
| 1  | Los Angeles Galaxy | 4 | 2 | 0 | 2 | 5  | 4  | +1 | 6 |
| 2  | Morelia            | 4 | 2 | 0 | 2 | 5  | 5  | 0  | 6 |
| 3  | Alajuelense        | 4 | 2 | 0 | 2 | 3  | 4  | −1 | 6 |

### Grupp B
| Nr | Lag             | S | V | O | F | GM | IM | MS  | P  |
| -- | --------------- | - | - | - | - | -- | -- | --- | -- |
| 1  | Santos Laguna   | 6 | 4 | 1 | 1 | 16 | 6  | +10 | 13 |
| 2  | Isidro Metapán  | 6 | 3 | 0 | 3 | 10 | 15 | −5  | 9  |
| 3  | Colorado Rapids | 6 | 2 | 1 | 3 | 9  | 12 | −3  | 7  |
| 4  | Real España     | 6 | 1 | 2 | 3 | 9  | 11 | −2  | 5  |

| Hemma \ Borta   | USA | El Salvador | Honduras | Mexiko |
| Colorado Rapids | —   | 3–2         | 1–2      | 1–4    |
| Isidro Metapán  | 1–3 | —           | 3–2      | 2–0    |
| Real España     | 1–1 | 1–2         | —        | 1–1    |
| Santos Laguna   | 2–0 | 6–0         | 3–2      | —      |

### Grupp C
| Nr | Lag     | S | V | O | F | GM | IM | MS | P  |
| -- | ------- | - | - | - | - | -- | -- | -- | -- |
| 1  | UNAM    | 6 | 3 | 2 | 1 | 8  | 2  | +6 | 11 |
| 2  | Toronto | 6 | 3 | 1 | 2 | 7  | 7  | 0  | 10 |
| 3  | Dallas  | 6 | 2 | 1 | 3 | 6  | 11 | −5 | 7  |
| 4  | Tauro   | 6 | 1 | 2 | 3 | 7  | 8  | −1 | 5  |

| Hemma \ Borta | USA | Panama | Kanada | Mexiko |
| Dallas        | —   | 1–1    | 0–3    | 0–2    |
| Tauro         | 5–3 | —      | 1–2    | 0–0    |
| Toronto       | 0–1 | 1–0    | —      | 1–1    |
| UNAM          | 0–1 | 1–0    | 4–0    | —      |

### Grupp D
| Nr | Lag              | S | V | O | F | GM | IM | MS | P  |
| -- | ---------------- | - | - | - | - | -- | -- | -- | -- |
| 1  | Monterrey        | 6 | 4 | 0 | 2 | 11 | 4  | +7 | 12 |
| 2  | Seattle Sounders | 6 | 3 | 1 | 2 | 10 | 7  | +3 | 10 |
| 3  | Comunicaciones   | 6 | 2 | 1 | 3 | 8  | 13 | −5 | 7  |
| 4  | Herediano        | 6 | 2 | 0 | 4 | 6  | 11 | −5 | 6  |

| Hemma \ Borta    | Guatemala | Costa Rica | Mexiko | USA |
| Comunicaciones   | —         | 2–0        | 1–0    | 2–2 |
| Herediano        | 4–1       | —          | 0–5    | 1–2 |
| Monterrey        | 3–1       | 1–0        | —      | 0–1 |
| Seattle Sounders | 4–1       | 0–1        | 1–2    | —   |

## Slutspel

### Slutspelsträd
|  | Kvartsfinaler      | Kvartsfinaler | Kvartsfinaler | Kvartsfinaler |           |   | Semifinaler | Semifinaler | Semifinaler | Semifinaler |  |  | Final | Final | Final | Final |
|  |                    |               |               |               |           |   |             |             |             |             |  |  |       |       |       |       |
|  |                    |               |               |               |           |   |             |             |             |             |  |  |       |       |       |       |
|  |                    |               |               |               |           |   |             |             |             |             |  |  |       |       |       |       |
|  | Morelia            | 1             | 1             | 2             |           |   |             |             |             |             |  |  |       |       |       |       |
|  | Morelia            | 1             | 1             | 2             |           |   |             |             |             |             |  |  |       |       |       |       |
|  | Monterrey          | 3             | 4             | 7             |           |   |             |             |             |             |  |  |       |       |       |       |
|  | Monterrey          | 3             | 4             | 7             | Monterrey | 3 | 1           | 4           |             |             |  |  |       |       |       |       |
|  |                    |               |               |               | Monterrey | 3 | 1           | 4           |             |             |  |  |       |       |       |       |
|  |                    | UNAM          | 0             | 1             | 1         |   |             |             |             |             |  |  |       |       |       |       |
|  | Isidro Metapán     | UNAM          | 0             | 1             | 1         | 2 | 0           | 2           |             |             |  |  |       |       |       |       |
|  | Isidro Metapán     |               |               |               |           | 2 | 0           | 2           |             |             |  |  |       |       |       |       |
|  | UNAM               | 1             | 8             | 9             |           |   |             |             |             |             |  |  |       |       |       |       |
|  | UNAM               | 1             | 8             | 9             | Monterrey | 2 | 1           | 3           |             |             |  |  |       |       |       |       |
|  |                    |               |               |               | Monterrey | 2 | 1           | 3           |             |             |  |  |       |       |       |       |
|  |                    | Santos Laguna | 0             | 2             | 2         |   |             |             |             |             |  |  |       |       |       |       |
|  | Toronto            | Santos Laguna | 0             | 2             | 2         | 2 | 2           | 4           |             |             |  |  |       |       |       |       |
|  | Toronto            |               |               |               |           | 2 | 2           | 4           |             |             |  |  |       |       |       |       |
|  | Los Angeles Galaxy | 2             | 1             | 3             |           |   |             |             |             |             |  |  |       |       |       |       |
|  | Los Angeles Galaxy | 2             | 1             | 3             | Toronto   | 1 | 2           | 3           |             |             |  |  |       |       |       |       |
|  |                    |               |               |               | Toronto   | 1 | 2           | 3           |             |             |  |  |       |       |       |       |
|  |                    | Santos Laguna | 1             | 6             | 7         |   |             |             |             |             |  |  |       |       |       |       |
|  | Seattle Sounders   | Santos Laguna | 1             | 6             | 7         | 2 | 1           | 3           |             |             |  |  |       |       |       |       |
|  | Seattle Sounders   |               |               |               |           | 2 | 1           | 3           |             |             |  |  |       |       |       |       |
|  | Santos Laguna      | 1             | 6             | 7             |           |   |             |             |             |             |  |  |       |       |       |       |
|  | Santos Laguna      | 1             | 6             | 7             |           |   |             |             |             |             |  |  |       |       |       |       |

### Kvartsfinaler
| Kvartsfinaler – 8 deltagande klubblag | Kvartsfinaler – 8 deltagande klubblag | Kvartsfinaler – 8 deltagande klubblag | Kvartsfinaler – 8 deltagande klubblag | Kvartsfinaler – 8 deltagande klubblag |
| ------------------------------------- | ------------------------------------- | ------------------------------------- | ------------------------------------- | ------------------------------------- |
| Lag 1                                 | Totalt                                | Lag 2                                 | Möte 1                                | Möte 2                                |
| Seattle Sounders                      | 3–7                                   | Santos Laguna                         | 2–1                                   | 1–6                                   |
| Isidro Metapán                        | 2–9                                   | UNAM                                  | 2–1                                   | 0–8                                   |
| Toronto                               | 4–3                                   | Los Angeles Galaxy                    | 2–2                                   | 2–1                                   |
| Morelia                               | 2–7                                   | Monterrey                             | 1–3                                   | 1–4                                   |

### Semifinaler
| Semifinaler – 4 deltagande klubblag | Semifinaler – 4 deltagande klubblag | Semifinaler – 4 deltagande klubblag | Semifinaler – 4 deltagande klubblag | Semifinaler – 4 deltagande klubblag |
| ----------------------------------- | ----------------------------------- | ----------------------------------- | ----------------------------------- | ----------------------------------- |
| Lag 1                               | Totalt                              | Lag 2                               | Möte 1                              | Möte 2                              |
| Toronto                             | 3–7                                 | Santos Laguna                       | 1–1                                 | 2–6                                 |
| Monterrey                           | 4–1                                 | UNAM                                | 3–0                                 | 1–1                                 |

### Final
| Final – 2 deltagande klubblag | Final – 2 deltagande klubblag | Final – 2 deltagande klubblag | Final – 2 deltagande klubblag | Final – 2 deltagande klubblag |
| ----------------------------- | ----------------------------- | ----------------------------- | ----------------------------- | ----------------------------- |
| Lag 1                         | Totalt                        | Lag 2                         | Möte 1                        | Möte 2                        |
| Monterrey                     | 3–2                           | Santos Laguna                 | 2–0                           | 1–2                           |